# なのに、千輝くんが甘すぎる。
『なのに、千輝くんが甘すぎる。』（なのに ちぎらくんがあますぎる）は、亜南くじらによる日本の漫画。『デザート』別冊「Pink」（講談社）にて、2017年7月号から2020年12月号まで連載された後、2021年2月号からは『デザート』本誌に移籍して連載中。
2023年3月3日に実写映画版が公開された。

## 登場人物
千輝慧（ちぎら すい）
主人公。陸上部でよくモテるが塩対応。真綾に「片思いごっこ」を提案する。
如月真綾（きさらぎ まあや）
人生初の告白で振られて落ち込んでいたところを千輝に「片思いごっこ」を提案され、徐々に千輝を好きになる。
手塚颯馬（てづか そうま）
真綾に密かに思いを寄せる。慧のライバル。
小原知花（おばら ちか）
真綾の親友。
福森（ふくもり）
他校の女子高生。真綾に手塚の連絡先を知りたいと迫ってきた。
山田太郎（やまだ たろう）
真綾が人生で初めて告白する同級生。

## 書誌情報
- 亜南くじら『なのに、千輝くんが甘すぎる。』講談社〈KCデザート〉、既刊12巻（2025年5月13日現在）
  1. 2018年1月12日発売[講 1]、ISBN 978-4-06-510787-4
  2. 2019年7月12日発売[講 2]、ISBN 978-4-06-516344-3
  3. 2020年3月13日発売[講 3]、ISBN 978-4-06-518885-9
  4. 2020年12月11日発売[講 4]、ISBN 978-4-06-521779-5
  5. 2021年6月11日発売[講 5]、ISBN 978-4-06-523621-5
  6. 2021年12月13日発売[講 6]、ISBN 978-4-06-526214-6
  7. 2022年6月13日発売[講 7]、ISBN 978-4-06-528197-0
  8. 2023年1月13日発売[講 8]、ISBN 978-4-06-530452-5
  9. 2023年8月10日発売[講 9]、ISBN 978-4-06-532736-4
  10. 2024年6月13日発売[講 10]、ISBN 978-4-06-535884-9
  11. 2024年11月13日発売[講 11]、ISBN 978-4-06-537578-5
  12. 2025年5月13日発売[講 12]、ISBN 978-4-06-539508-0

## 映画
2023年3月3日に公開された。監督は新城毅彦、主演は映画初主演の高橋恭平（なにわ男子）、ヒロイン役に畑芽育。

### キャスト

#### 主要人物
千輝彗（ちぎら すい）
演 - 高橋恭平（なにわ男子）（幼少期：末永光（ジャニーズJr.））
主人公。陸上部のエースで走ることが大好き。学校一のイケメンモテ男子。
人生初の告白に失敗して落ち込む真綾に秘密の「片想いごっこ」を提案する。
如月真綾（きさらぎ まあや）
演 - 畑芽育
ヒロイン。本好きで恋愛は初心者。彗とともに図書委員を務める。
彗は雲の上の人と思っており、ためらいながらも「片思いごっこ」を始める。
手塚颯馬（てづか そうま）
演 - 板垣李光人
真綾に密かに思いを寄せる。彗のライバル。本に詳しい真綾を「図書仙人」と呼ぶ。
小原知花（おばら ちか）
演 - 莉子
真綾のクラスメイトで親友。陸上部員。真綾の恋愛にも親身になる。
山田太郎（やまだ たろう）
演 - 曽田陵介
同級生で園芸部員。真綾の人生初の告白を「無理」と一蹴した上にSNSなどで「ブスに告られた」などと罵る。
花咲美結（はなさき みゆ）
演 - 中島瑠菜
千輝に片思い中のキラキラ女子。学校のマドンナ的存在。
ヒナ
演 - 箭内夢菜
女子高生。千輝ファン。基本的に塩対応で返されている。
モモ
演 - 鈴木美羽
女子高生。千輝ファン。こちらも基本的に塩対応で返されている。

### スタッフ
- 原作 - 亜南くじら『なのに、千輝くんが甘すぎる。』（講談社『月刊デザート』連載）
- 監督 - 新城毅彦
- 脚本 - 大北はるか
- 音楽 - fox capture plan
- 主題歌 - なにわ男子「Special Kiss」（ジェイ・ストーム）[12]
- エグゼクティブプロデューサー - 吉田繁暁
- プロデューサー - 田渕みのり、鴨井雄一
- 撮影 - 小宮山充（J.S.C.）
- 美術 - Yang仁榮
- 照明 - 加藤あやこ
- 録音 - 金杉貴史
- 編集 - 杉本博史
- 装飾 - 岩井健志、奥利暁
- スタイリスト - 矢島世羅
- ヘアメイク - 千葉友子
- サウンドエディター - 伊東晃
- ミュージックエディター - 小西善行
- 音楽プロデューサー - 高石真美
- 宣伝プロデューサー - 湯浅正美
- アシスタントプロデューサー - 細井菜都記
- スクリプター - 藤島理恵
- 制作担当 - 木村広志
- 助監督 - 森裕史
- プロダクションマネージャー - 小松次郎
- ラインプロデューサー - 阿部智大
- 制作プロダクション - 松竹撮影所
- 制作協力 - 松竹映像センター
- 企画・配給 - 松竹
- 製作 - 「なのに、千輝くんが甘すぎる。」製作委員会

### 興行収入
2023年3月6日に発表された週末興行成績ランキングでは初日から3日間で興収2億5500万円、動員20万7000人をあげ初登場第2位にランクインした。その後の累計興行収入は、2024年1月時点で10.1億円を記録している。